# Big Trouble in Little China
Big Trouble in Little China és una pel·lícula dels Estats Units del 1986 d'acció i comèdia, dirigida per John Carpenter i protagonitzada per Kurt Russell. És considerada una pel·lícula de culte dels anys 1980.

## Argument
En Jack Burton és un camioner fanfarró que es guanya la vida transportant mercaderies a Chinatown (San Francisco). Durant un dels seus encàrrecs, mentre juga al mahjong per aconseguir una mica de diners, li guanya una gran quantitat de diners al seu amic Wang Chi. Ell el convenç perquè el dugui a l'aeroport, on ha de recollir la seva promesa Miao Yin, i després li donarà els diners que li deu.
Quan la Miao Yin aterra a l'aeroport és segrestada per uns gàngsters xinesos i en Jack es veurà immers en una gran aventura per rescatar-la. Hauran d'entrar a Chinatown amb el seu camió, on, per casualitat, ell i en Wang Chi es troben enmig de l'enterrament del cap d'una de les famílies més importants del barri, quan comença una batalla campa entre una família rival, que suposadament va enverinar el mort, i la família del difunt.